# WordWorld
WordWorld ist eine kanadisch-amerikanische, computeranimierte Fernsehserie. Die Erstausstrahlung erfolgte ab dem 3. September 2007 auf TVOKids (Kanada) und PBS Kids (USA).

## Inhalt
WordWorld ist eine Vorschulserie, deren tierische Helden den Zuschauern Buchstaben und erste Wörter nahe bringen sollten. Die Tiere sind geformt wie ihre Namen und erklären dem Publikum in jedem der Abenteuer, wie die Buchstaben ausgesprochen werden und diese zusammen die Namen der Tiere bilden, während sie ihren Namen buchstabieren. Die Hauptfigur ist Duck, der selbst noch viele Wörter und auch manches andere lernen muss. Dabei helfen ihm seine Freunde, der kluge Frog, die vielseitige Sheep, der lebensfrohe Pig und sein Freund der fleißige Ant sowie der immer zum Spielen aufgelegte Dog.

## Produktion
Die Serie entstand bei WTTW National Productions nach einem Konzept von Jacqueline Moody und Don Moody. Regie führten Olexa Hewryk und Don Moody, Hauptautor war Dan Danko. Als Produzenten verantwortlich waren Alex Kay und Olexa Hewryk, das Charakterdesign stammt von Greg Huculak und die künstlerische Leitung lag bei Mehul Hirani. Die Musik komponierte Billy Straus und für den Schnitt waren Morgan-William Turner und Romeo Alaeff verantwortlich.
Die 45 Folgen wurden in drei Staffeln ausgestrahlt. Die erste Staffel mit 26 Folgen wurde erstmals vom 3. September 2007 bis zum 1. Dezember 2008 von  TVOKids in Kanada und PBS Kids in den USA gezeigt. Die zweite Staffel mit 14 Episoden folgte dann vom 13. Februar bis zum 28. Dezember 2009. Die dritte Staffel mit fünf Folgen wurde schließlich vom 4. Oktober 2010 bis zum 17. Januar 2011 gezeigt. WordWorld wurde auch in Australien sowie von Disney Channel in Japan ausgestrahlt.

## Synchronisation
| Rollen | Englische Sprecher |
| ------ | ------------------ |
| Duck   | Tyler Bunch        |
| Frog   | Daryl Ekroth       |
| Sheep  | Alex Borstein      |
| Pig    | George Bailey      |
| Ant    | Tyler Bunch        |
| Dog    | Tyler Bunch        |